# Villes non incorporées du Nevada
La loi de l'État du Nevada autorise la gouvernance par des villes non incorporées, selon deux systèmes différents. La loi sur l'administration des villes non incorporées, adoptée en 1975, s'applique aux comtés de 100 000 habitants ou plus et à tout autre comté qui en fait la demande. Pour les autres comtés, un système de lois disparates s'applique.
Une étude, réalisée en 1975, par la Commission législative de l'État, a identifié 39 villes non incorporées au Nevada. En 2014, le bureau de la démographie de l'État en a recensé 44.

## Loi sur l'administration des villes non incorporées
La loi sur l'administration des villes non incorporées, adoptée en 1975, s'applique aux comtés de plus de 100 000 habitants (comtés de Clark et Washoe) et à tout autre comté dont les commissaires adoptent une ordonnance adoptant la loi.

## Source de la traduction
- (en) Cet article est partiellement ou en totalité issu de l’article de Wikipédia en anglais intitulé « Unincorporated towns in Nevada » (voir la liste des auteurs).